# Rasul Gamzatov
Rasul Gamzatovič Gamzatov (in russo Расул Гамзатович Гамзатов?; in avaro: Расул ХIамзатов; Cada, 8 settembre 1923 – Mosca, 3 novembre 2003) è stato un poeta e politico sovietico.
È il più noto poeta in lingua avara, ed è autore di molte poesie tra cui Žuravli, che diventò in seguito anche una delle canzoni russe più conosciute.
Nel 1952 Gamzatov ricevette il Premio Stalin mentre nel 1981 ricevette il Premio Botev.